# Akron Pros
Los Akron Pros fueron un equipo profesional de fútbol americano de los Estados Unidos con sede en Akron, Ohio. Competían en la National Football League (NFL) y disputaban sus partidos como locales en el Akron League Park.
de la National Football League que jugaron en Akron, Ohio de 1920 a 1925 y como los Akron Indians en 1926. Los Pros ganaron el primer campeonato de la NFL en 1920, aunque en esa época la liga operaba con el nombre de American Professional Football Association.
- El equipo comenzó en 1916 como los Akron Burkhardts, llamados así en honor de una familia local de Cerveceros que patrocinaban al Equipo. Los Pros fueron de los miembros fundadores de la APFA.
- Fritz Pollard (el único miembro de los Akron Pros en el Salón de la Fama de la NFL hasta el año 2011), el primer entrenador afrodescendiente en la NFL, co-entrenó a los Pros en 1921. Paul Robeson también jugó para el equipo en 1921. él fue una de las estrellas tempraneras del fútbol profesional antes de ser segregados de 1934 a 1946. En 1926, el nombre fue cambiado al de Akron Indians, en honor de un equipo semiprofesional en Akron. Debido a problemas financieros, el equipo suspendió sus operaciones en 1927 y entregó su franquicia el siguiente año.

## Temporadas.
| Temporada     | Liga | Temporada regular | Temporada regular | Temporada regular | Temporada regular | Resultados de Postemporada                    | Entrenador (es)                      |
| Temporada     | Liga | Final             | Victorias         | Derrotas          | Empates           | Resultados de Postemporada                    | Entrenador (es)                      |
| ------------- | ---- | ----------------- | ----------------- | ----------------- | ----------------- | --------------------------------------------- | ------------------------------------ |
| Akron Pros    |      |                   |                   |                   |                   |                                               |                                      |
| 1920          | APFA | 1º                | 8                 | 0                 | 3                 | Nombrados Campeones de la NFL (1)             | Elgie Tobin                          |
| 1921          | APFA | 3º                | 8                 | 3                 | 1                 | La NFL no tuvo juegos de playoffs gasta 1932. | Elgie Tobin Fritz Pollard            |
| 1922          | NFL  | 10º               | 3                 | 5                 | 2                 | La NFL no tuvo juegos de playoffs gasta 1932. | Untz Brewer Paul Sheeks              |
| 1923          | NFL  | 15º               | 1                 | 6                 | 0                 | La NFL no tuvo juegos de playoffs gasta 1932. | Dutch Hendrian Carl Cramer           |
| 1924          | NFL  | 13º               | 2                 | 6                 | 0                 | La NFL no tuvo juegos de playoffs gasta 1932. | Jim Flower                           |
| 1925          | NFL  | 5º                | 4                 | 2                 | 2                 | La NFL no tuvo juegos de playoffs gasta 1932. | George Barry Fritz Pollard           |
| Akron Indians |      |                   |                   |                   |                   |                                               |                                      |
| 1926          | NFL  | 16º               | 1                 | 4                 | 3                 | La NFL no tuvo juegos de playoffs hasta 1932. | Fritz Pollard Al Nesser Rube Ursella |